# 10092 Sasaki
10092 Sasaki (1990 VD4) là một tiểu hành tinh vành đai chính được phát hiện ngày 15 tháng 11 năm 1990 bởi các nhà thiên văn học Nhật Bản là Kin Endate và Kazuro Watanabe ở Kitami. Nó được đặt theo tên science educator Katsuhiro Sasaki.